# Cratere Elena
Elena  è un cratere sulla superficie di Venere.